# Loxostege indentalis
Loxostege indentalis là một loài bướm đêm trong họ Crambidae.